# Tipula carsoni
Tipula carsoni är en tvåvingeart som beskrevs av Alexander 1963. Tipula carsoni ingår i släktet Tipula och familjen storharkrankar. Inga underarter finns listade i Catalogue of Life.